# Clotilde Courau
Clotilde Maria Pascale Courau (Levallois-Perret, 3 aprile 1969) è un'attrice francese.

## Biografia

### Infanzia e studi
Nata nell'Hauts-de-Seine, figlia dell'ingegnere Jean-Claude Courau e di Catherine du Pontavice des Renardières, insegnante. Trascorse la sua infanzia, per il lavoro del padre, tra Egitto e Benin con la madre, il padre e le sue tre sorelle: Christiane, Camille e Capucine.
Nel 1985, a 16 anni, abbandonò gli studi e intraprese la carriera di attrice teatrale.
Si iscrisse a Parigi alla scuola di arte drammatica Cours Simon Cours Florent e alla scuola nazionale di teatro École de la rue Blanche, e fece piccoli lavori per mantenersi agli studi.

### La vita professionale
Esordì a teatro, nel 1989, con la compagnia di Francis Huster a fianco di Cristiana Reali, Valentine Varela, Valérie Crunchant e Olivier Martinez.
Nel 1990 esordì al cinema nel film Le Petit Criminel di Jacques Doillon, vincendo il premio come miglior attrice al Festival internazionale del cinema di Berlino oltre a ricevere una nomina per il premio César come miglior promessa femminile.
Nel 1995 recitò in Élisa di Jean Becker e ricevette il "premio della società degli autori e compositori di arte drammatica" (SACD) e la candidatura ai premi César per la migliore promessa femminile e per migliore attrice non protagonista. Ricevette il premio Suzanne Bianchetti per giovane attrice promettente e, a marzo 2000, il premio Romy Schneider per migliore promessa del cinema francese.
Nel 2007 prese parte al film La Vie en rose nel ruolo della madre di Édith Piaf e nel 2011 a ...Non ci posso credere con l'attore italiano Stefano Accorsi.
Nel 2021 fu co-protagonista nel film Benedetta di Paul Verhoeven, in gara al festival di Cannes.

## Vita privata
Il 25 settembre 2003 sposò a Roma, Emanuele Filiberto di Savoia nella basilica di Santa Maria degli Angeli. I due ebbero due figlie: Vittoria nata nel 2003, e Luisa nata nel 2006, a Ginevra in Svizzera.

## Filmografia

### Cinema
- Le Petit Criminel, regia di Jacques Doillon (1990)
- Avik e Albertine (Map of the Human Heart), regia di Vincent Ward (1993)
- Buona fortuna, Mr. Stone (The Pickle), regia di Paul Mazursky (1993)
- Tom est tout seul, regia di Fabien Onteniente (1995)
- Élisa, regia di Jean Becker (1995)
- L'esca (L'Appât), regia di Bertrand Tavernier (1995)
- Ugly Meets the People, regia di Robert Sobul (1995)
- Les Grands ducs, regia di Patrice Leconte (1996)
- Fred, regia di Pierre Jolivet (1997)
- Marthe, regia di Jean-Loup Hubert (1997)
- Hors jeu, regia di Karim Dridi (1998)
- Le Poulpe, regia di Guillaume Nicloux (1998)
- Milk, regia di William Brookfield (1999)
- Deterrence - Minaccia nucleare (Deterrence), regia di Rod Lurie (1999)
- En face, regia di Mathias Ledoux (2000)
- La Parenthèse enchantée, regia di Michel Spinosa (2000)
- Deep in the Woods (Promenons-nous dans les bois), regia di Lionel Delplanque (2000)
- Exit, regia di Olivier Megaton (2000)
- Le Nouveau Jean-Claude, regia di Didier Tronchet (2002)
- Baciate chi vi pare (Embrassez qui vous voudrez), regia di Michel Blanc (2002)
- Un mondo quasi sereno (Un monde presque paisible), regia di Michel Deville (2002)
- Il codice (La Mentale), regia di Manuel Boursinhac (2002)
- Mon idole, regia di Guillaume Canet (2002)
- La Vie en rose (La Môme), regia di Olivier Dahan (2007)
- Modern Love, regia di Stéphane Kazandjian (2008)
- ...Non ci posso credere (Tous les Soleils), regia di Philippe Claudel (2011)
- Clair de Lune, regia di Yi Zhou - cortometraggio (2012)
- Benvenuti a Saint-Tropez (Des gens qui s'embrassent), regia di Danièle Thompson (2013)
- Babysitting, regia di Nicolas Benamou e Philippe Lacheau (2014)
- All'ombra delle donne (L'ombre des femmes), regia di Philippe Garrel (2015)
- L'Échappée belle, regia di Emilie Cherpitel (2015)
- Le ciel attendra, regia di Marie-Castille Mention-Schaar (2016)
- La Fête des mères, regia di Marie-Castille Mention-Schaar (2018)
- Une fille facile, regia di Rebecca Zlotowski (2019)
- Lakeside Suite, regia di Fabrice Aragno - cortometraggio (2019)
- Il cattivo poeta, regia di Gianluca Jodice (2020)
- Benedetta, regia di Paul Verhoeven (2021)
- Les Héroïques, regia di Maxime Roy (2021)
- Haute couture, regia di Sylvie Ohayon (2021)
- Le Médecin imaginaire, regia di Ahmed Hamidi (2022)
- Ancora un'estate (L'Été dernier), regia di Catherine Breillat (2023)
- Il teorema di Margherita (Le Théorème de Marguerite), regia di Anna Novion (2023)

### Televisione
- Civilisations, regia di Patrick Meunier – miniserie TV, 1 puntata (1988)
- Polski Crash, regia di Kaspar Heidelbach – film TV (1993)
- La Fidèle infidèle, regia di Jean-Louis Benoît – film TV (1995)
- Une leçon particulière, regia di Yves Boisset – film TV (1997)
- Bob le magnifique, regia di Marc Angelo – film TV (1998)
- Caméra Café – serie TV, 1 episodio (2003)
- Les Beaux jours, regia di Jean-Pierre Sinapi – film TV (2003)
- Nuit noire, 17 octobre 1961, regia di Alain Tasma – film TV (2005)
- La signora delle camelie, regia di Lodovico Gasparini – miniserie TV, 2 puntate (2005)
- Mafalda di Savoia, regia di Maurizio Zaccaro – film TV (2006)
- Chez Maupassant – serie TV, episodio 2x07 (2008)
- Histoires de vies – serie TV, episodio 1x02 (2009)
- La Source – serie TV, 6 episodi (2013)
- The Collection – serie TV, episodio 1x07 (2016)
- Le viol - Cronaca di uno stupro (Le Viol), regia di Alain Tasma – film TV (2017)
- Platane – serie TV, 7 episodi (2011-2019)
- Peur sur le lac, regia di Jérôme Cornuau – miniserie TV, 6 puntate (2020)
- L'Absente, regia di Karim Ouaret – miniserie TV, 11 puntate (2021)
- La Cour, regia di Hafsia Herzi – film TV (2022)
- Rebecca – serie TV, 16 episodi (2021-2022)

### Documentari
- Il Regno Condiviso (Le Royaume partagé ou L'histoire des États de Savoie), regia di Pascal Bellemin-Bertaz e Didier Bouillot (2016)[2][3]